# Behnaz Jafari
Behnaz Jafari (en persan : بهناز جعفری) est une actrice iranienne née en 1975.

## Filmographie
- 1995 : Le Foulard bleu
- 1998 : Sinama Sinamast
- 1999 : Eshghe Taher : Sahar
- 2000 : Le Tableau noir de Samira Makhmalbaf : Halaleh
- 2001 : Ab va Atash : Seema
- 2002 : Khake sorkh
- 2002 : Khanei ruye ab de Bahman Farmanara : Mojgan Ahadi
- 2002 : Negin : Laleh
- 2003 : Tehran 7 : 00 a.m.
- 2004 : Kandaloos Gardens
- 2005 : Bidar show, Arezoo !
- 2005 : Chand tare mu
- 2006 : Az dourdast : Femme de Mehran
- 2006 : Le Regard de Sepideh Farsi
- 2008 : Shirin d'Abbas Kiarostami
- 2008 : Zamani baraye doust dashtan
- 2009 : Dar Hesar-e Arezoo
- 2010 : Beetle (Soosk)
- 2010 : Mokhtarnameh
- 2011 : Havalie Otoban
- 2012 : The President's Cell Phone d'Ali Atshani
- 2012 : Une famille respectable de Massoud Bakhshi
- 2013 : JIb bor khiyaban jonobi : Rana
- 2013 : Kimia
- 2014 : I Want to Dance
- 2014 : Panj Setareh
- 2014 : Saken Tabaghe Vasat
- 2015 : Cockroach
- 2015 : Khaneye dokhtar : Tante de Mansour
- 2016 : Be Donya Amadan
- 2016 : Gita : Farzaneh
- 2016 : Haft mahegi
- 2016 : Khashm Va Hayahoo
- 2016 : Lantouri : Ami de Maryam
- 2016 : Like the Last day
- 2016 : Samfonie Tavalod
- 2016 : dandoon tala
- 2017 : Highlight/Short
- 2017 : Wander About Me de Ghazaleh Soltani : Mère d'Asal
- 2018 : Jadeh Ghadim de Manijeh Hekmat
- 2018 : Tehran : City of Love d'Ali Jaberansari
- 2018 : Trois visages de Jafar Panahi
- 2019 : Yalda, la nuit du pardon de Massoud Bakhshi